# 예산 대흥향교 은행나무
예산 대흥향교 은행나무(禮山 大興鄕校 은행나무)는 대한민국 충청남도 예산군 대흥면 교촌리, 대흥향교에 있는 은행나무이다. 2002년 8월 10일 충청남도의 기념물 제160호로 지정되었다.

## 개요
예산 대흥향교 입구에 자리하고 있는 수령 약 600여년의 은행나무로서 원줄기의 중앙 분지 위에 느티나무가 뿌리를 내려 성장, 공생하고 있는 특이한 경우이다.
수형이 장엄하며, 약 300여년 전부터 성황제를 거행하여 오는 등 민속적인 측면과 생물학적인 측면에서 보존가치가 크다.
지상에서 3m지점에서 4개의 가지가 분지되었고, 수형이 평정형을 이루며 웅장하고 장엄하다. 분지된 곳의 중앙에 수령 약 100년 정도의 느티나무(직경 30cm)가 뿌리를 내려 공생하고 있어 마치 한 그루처럼 보이는 특이한 형태를 이루고 있다. 줄기가 쇠약하고 원줄기 끝 부분이 죽어가고 있다.
대흥향교 은행나무는 향교의 개창과 관련되어 있고 향교와 더불어 인근 주민들의 정서면에 기여하는 바가 크며, 주민의 안녕을 기원하는 신앙적 대상으로 섬기고 있는 등 역사성과 학술적인 가치를 지니고 있다.

## 참고 자료
- 예산대흥향교은행나무 - 국가유산청 국가유산포털